# 大福寺 (本巣市)
大福寺（だいふくじ）は、岐阜県本巣市高屋字梅塚にある真言宗智山派の寺院。山号は三谷山。薬師如来を本尊とする。大垣遮那院の旧末寺。美濃四国54番札所。

## 歴史
創建不詳、開山不明。寺に伝わっていた地蔵尊に寛正5年（1464年）の銘があったことから、開創はそこまで遡る可能性がある。天正年間に住していたという玉與上人が中興と伝わる。延宝年間、5世の實秀法師の代に大福寺の薬師如来を深く尊崇し、祈願成就したという国枝兵蔵正直が伽藍を再興した。江戸時代は寺領1石8斗を領したが時に無住になったと伝えられる。